# Équipe du Luxembourg féminine de volley-ball
L'équipe du Luxembourg féminine de volley-ball est composée des meilleures joueuses Luxembourgeoises sélectionnées par la Fédération luxembourgeoise de volley-ball. Elle est actuellement classée au 77e rang de la Fédération internationale de volley-ball au 2 août 2022.

## Histoire
La sélection luxembourgeoise dispute le Championnat du monde 1956 où elle termine 17e et dernière, sa seule participation à un tournoi majeur à ce jour.

## Palmarès et parcours

### Palmarès
Néant

### Parcours

#### Championnat du monde
| - 1952 : non participante - 1956 : 17e - 1960 : non qualifiée - 1962 : non qualifiée - 1967 : non qualifiée - 1970 : non qualifiée - 1974 : non qualifiée - 1978 : non qualifiée - 1982 : non qualifiée - 1986 : non qualifiée | - 1990 : non qualifiée - 1994 : non qualifiée - 1998 : non qualifiée - 2002 : non qualifiée - 2006 : non qualifiée - 2010 : non qualifiée - 2014 : non qualifiée - 2018 : non qualifiée - 2022 : non qualifiée |